# Rechtssekretär
Ein Rechtssekretär ist in Deutschland bei der Gewerkschaft tätiger Jurist oder eine arbeitsrechtlich erfahrene Person, die sowohl mit der außergerichtlichen Beratung in allen Fragen rund um das Arbeitsrecht als auch mit der Vertretung der Gewerkschaftsmitglieder vor den Gerichten der Arbeits- und Sozialgerichtsbarkeit beauftragt ist. Rechtssekretäre dürfen nach § 11 Abs. 2 ArbGG auch ohne Zulassung als Rechtsanwalt als Bevollmächtigte vor den Arbeitsgerichten, Landesarbeitsgerichten (LAG) und vor dem Bundesarbeitsgericht (BAG) auftreten. Wollen sie vor dem Bundesarbeitsgericht auftreten, müssen sie jedoch die Befähigung zum Richteramt nach § 5 DRiG haben.
Der Rechtsschutzsekretär einer Gesellschaft mit beschränkter Haftung hat keinen Anspruch auf Zustimmung zur Aufnahme einer Nebentätigkeit als Rechtsanwalt, wenn eine Überschneidung beider Tätigkeiten zu besorgen ist.